# Mahnmal für die ermordeten Juden Hannovers

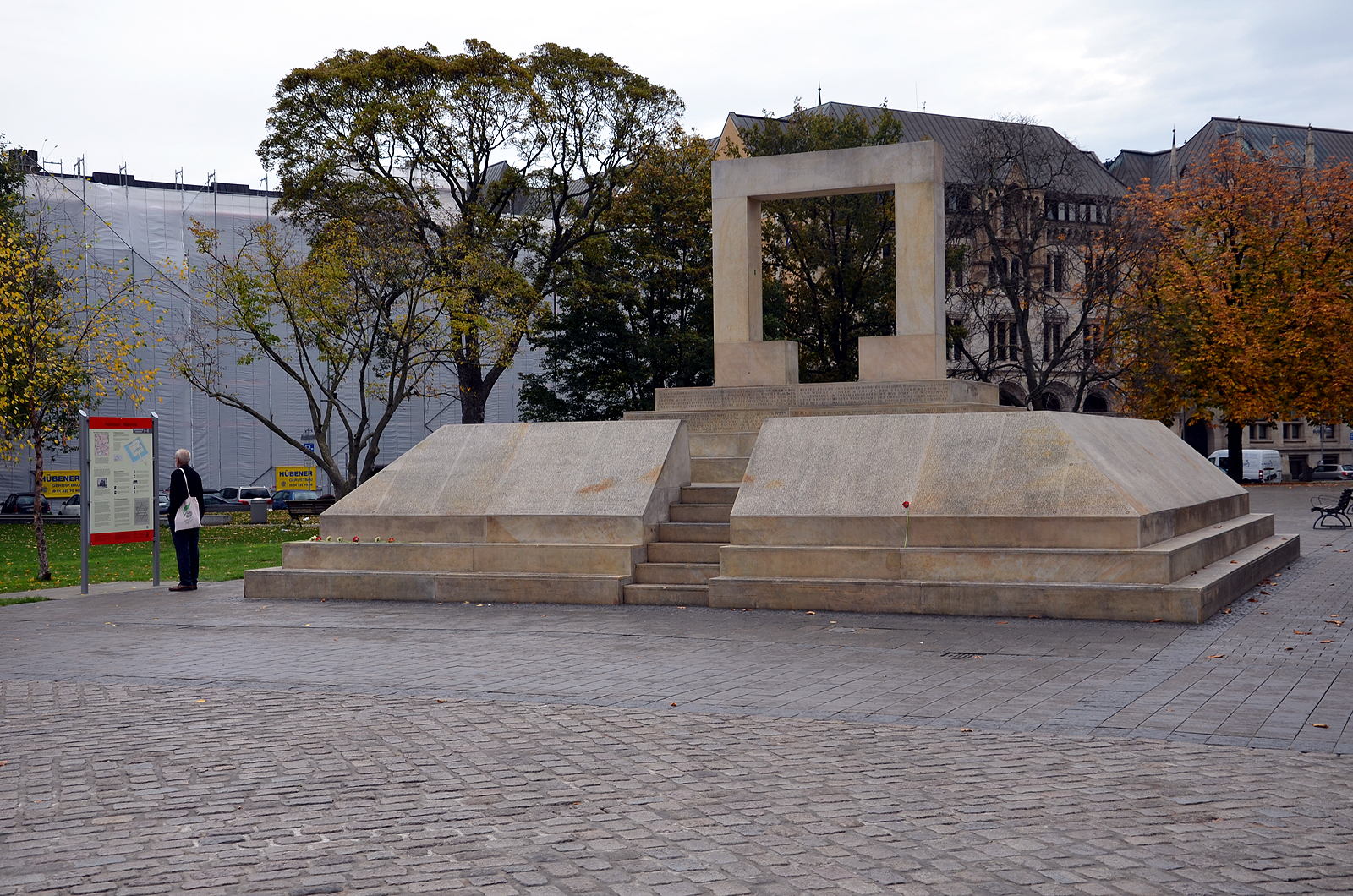
Das Mahnmal für die ermordeten Juden Hannovers auf dem Opernplatz mit der 2013 enthüllten Informationstafel

Das Mahnmal für die ermordeten Juden Hannovers wurde 1994 nach einem Entwurf des italienischen Künstlers Michelangelo Pistoletto auf dem Opernplatz aufgestellt, einem der zentralen Plätze Hannovers. Das auf Initiative des Vereins Memoriam aus privaten Spenden errichtete Mahnmal neben dem Opernhaus erinnert an mehr als 6800 Juden, die Opfer des Nationalsozialismus wurden. Bisher wurden 1935 Namen in Stein gemeißelt. Bei den Namen der Deportierten wurde das Alter zum Zeitpunkt der Deportation vermerkt, bei den anderen Opfern das Geburtsjahr. Soweit bekannt, wurde das weitere Schicksal jedes einzelnen Opfers aufgeführt. Wenn der Todesort nicht ermittelt werden konnte, wurde wie auch andernorts üblich „verschollen“ vermerkt.

## Geschichte

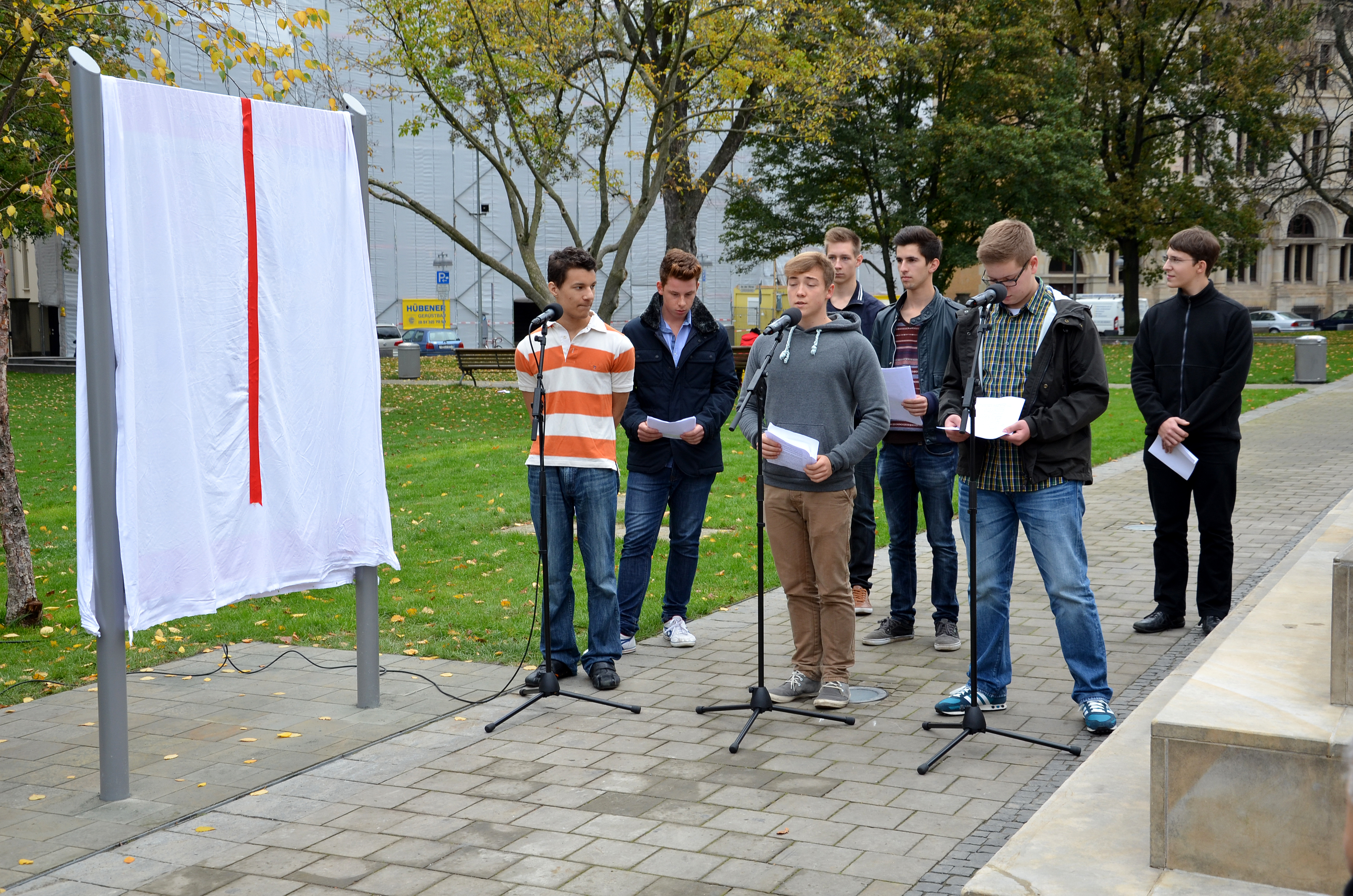
Schüler der St. Ursula-Schule zur Enthüllung der Informationstafel

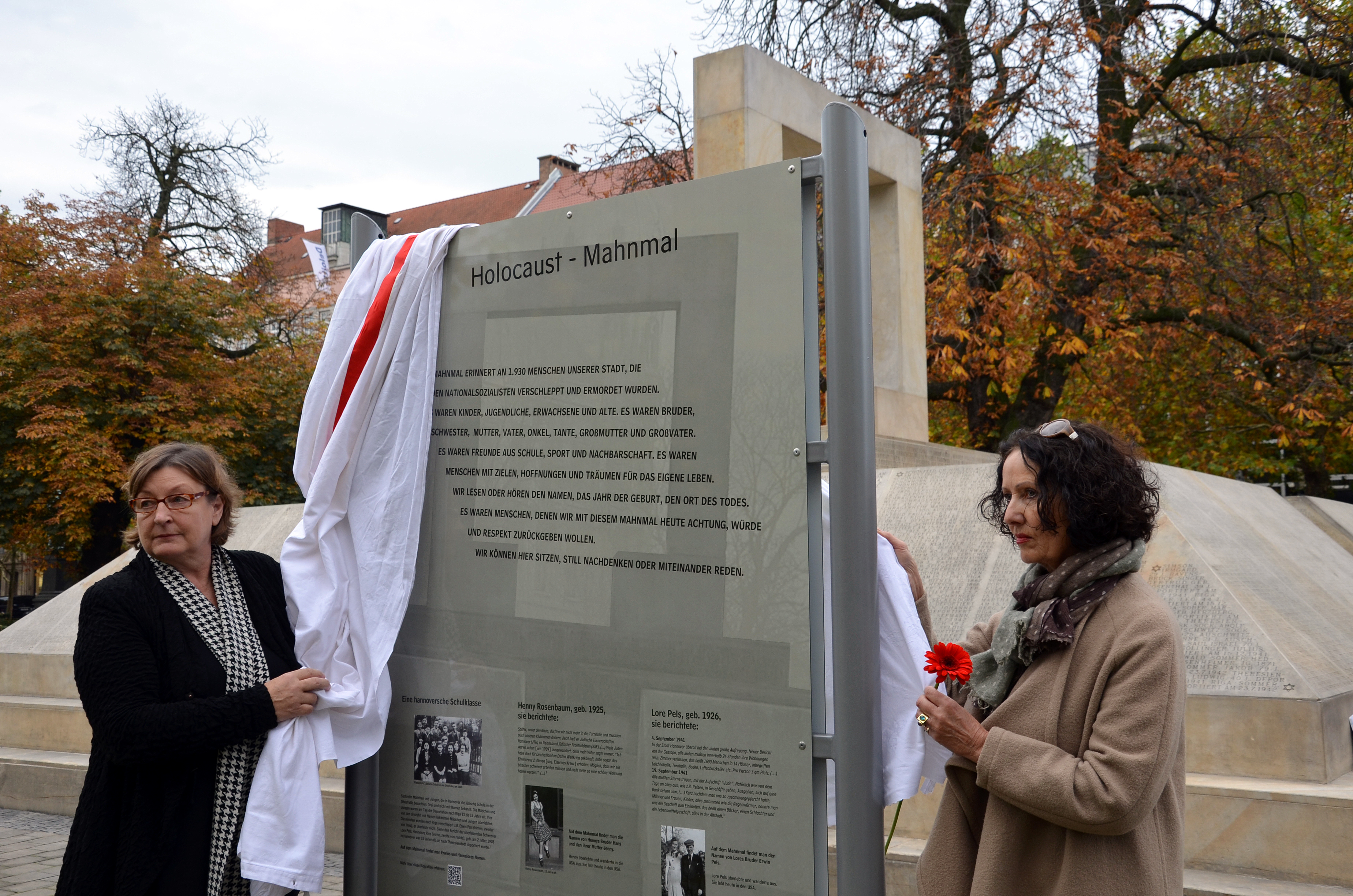
Kultur- und Schuldezernentin Marlis Drevermann sowie die Vorsitzende der Liberalen Jüdischen Gemeinde, Ingrid Wettberg, bei der Enthüllung der Informationstafel

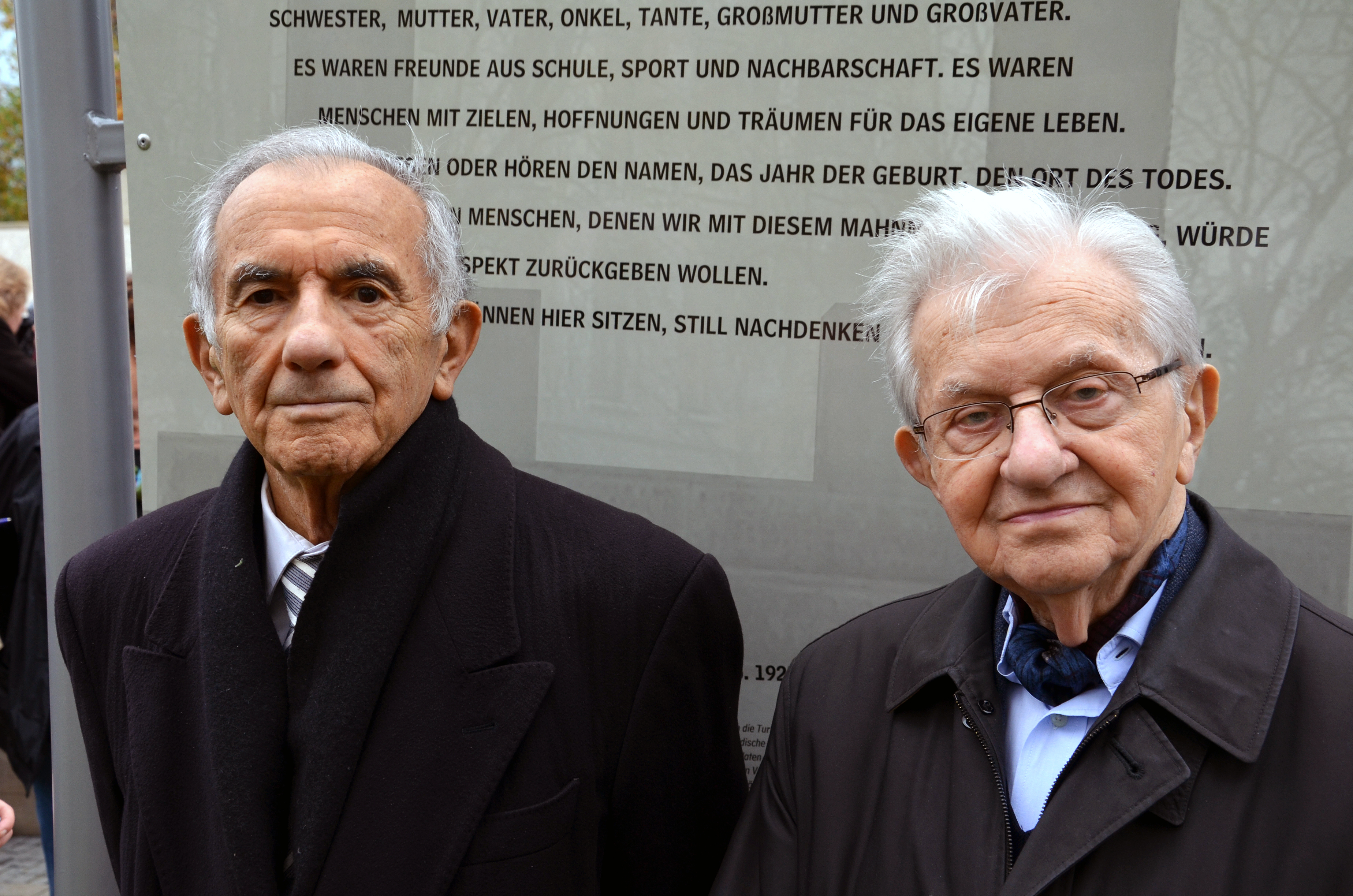
Überlebende des Holocausts: die Zeitzeugen Salomon Finkelstein und Henry Korman

Die Geschichte der Juden in Hannover bis zum Ende des Dritten Reichs fasst eine zentrale Inschrift am Mahnmal wie folgt zusammen:

„Dieses Mahnmal ist zur bleibenden Erinnerung an über 6800 Juden Hannovers errichtet worden: Viele Familien lebten hier seit Generationen. Ab 1933 wurden sie von den Nationalsozialisten gedemütigt, entrechtet, verjagt, in den Selbstmord getrieben oder getötet: Die verbliebenen jüdischen Kinder, Frauen und Männer mussten 1941 ihre Wohnungen räumen und wurden unter Mithilfe der Stadtverwaltung in „Judenhäusern“ zusammengepfercht. Von dort aus wurden sie ohne nennenswerten Widerstand der übrigen Bevölkerung aus der Bürgerschaft herausgerissen, deportiert und ermordet.
Die Transporte gingen am 28. Oktober 1938 nach Polen, am 25. Juni 1939 nach Polen, am 15. Dezember 1941 nach Riga, am 31. März 1942 nach Warschau, am 23. Juni 1942 nach Theresienstadt, am 2. März 1943 nach Auschwitz, am 16. März 1943 nach Theresienstadt, am 30. Juni 1943 nach Theresienstadt, am 11. Januar 1944 nach Theresienstadt, am 20. Februar 1945 nach Theresienstadt. Es gab nur wenige Überlebende in Hannover: 27 wurden am 10. April 1945 im Sammellager Ahlem von Amerikanischen Soldaten befreit. Die Namen der Ermordeten, soweit heute bekannt, sind auf diesem Mahnmal verzeichnet. Errichtet 50 Jahre danach von einer hannoverschen Bürgerinitiative, unterstützt von vielen Bürger und von der Stadt Hannover: Hannover, 9. Oktober 1994“

Unter den am 28. Oktober 1938 im Rahmen der Polenaktion nach Polen Ausgewiesenen befand sich auch die Familie Grünspan aus der Burgstraße 36. Der zweitälteste Sohn der Familie, Herschel Grünspan, befand sich zu diesem Zeitpunkt in Paris. Als er von der Vertreibung seiner Familie erfuhr, kaufte er sich am 7. November 1938 einen Revolver, fuhr in Paris zur deutschen Botschaft und schoss fünfmal auf den dort zufällig anwesenden Legationsrat Ernst Eduard vom Rath, der am 9. November verstarb. Von den Nationalsozialisten wurde dies als „Anschlag des Weltjudentums“ hochstilisiert und zum Vorwand für die lange geplanten Novemberpogrome 1938 genommen, die als „spontane Aktionen des Volkszornes“ inszeniert wurden. Überall im Deutschen Reich wurden in der folgenden Nacht Synagogen in Brand gesteckt, auch die Neue Synagoge in Hannover in der Bergstraße. Sie brannte dabei aus.
Vor der Aufstellung des Bauwerkes gab es jahrelange, kontrovers geführte Diskussionen über das Für und Wider eines solchen Mahnmals. Schließlich kamen auf Initiative des Vereins Memoriam e. V. genügend private Spenden zusammen, um das Bauwerk am 9. Oktober 1994 der Öffentlichkeit übergeben zu können.
Am Tag der Einweihung trug Landesrabbiner Henry G. Brandt folgendes Gebet vor:

„Wir gedenken unserer Brüder und Schwestern der jüdischen Gemeinde Hannovers, die durch Hochmut, Hass und Rassenwahn in der Zeit der nationalsozialistischen Gewaltherrschaft in den Tod getrieben wurden, oder verhöhnt oder verachtet aus ihrer Heimat in die Fremde vertrieben wurden. Wir trauern für alles, was mit ihnen zerstört wurde. Nicht nur ihr Gotteshaus wurde durch frevelnde Hände in Schutt und Asche gelegt, sondern auch ihre Weisheit, ihre Güte und ihre Rechtschaffenheit, die Welten hätten retten können und viele Wunden hätten heilen können, wurden vernichtet. Wir trauern um Können und Wissen, um Lachen und Lächeln, die uns mit ihnen verloren gingen. Die Welt würde ärmer und unser Herz erstarrte, wenn wir die Herrlichkeit, die hätte sein können, vergessen würden.
Dankend erinnern wir uns an ihr Vorbild. Sie sind wie Lichter, die aus der Dunkelheit jener Jahre zu uns herüberleuchten, und in ihrem Glanz erkennen wir, was gut ist – und was böse. Mögen solche schlimmen Zeiten nie wiederkehren, auf dass auch ihr Opfer nicht umsonst war. Indem wir ihrer gedenken, gewinnen wir Kraft in unserem täglichen Ringen gegen Grausamkeit und Vorurteil, gegen Tyrannei und Verfolgung. Amen.“

Bei der Einweihung am 9. Oktober 1994 waren die Namen von 1890 Opfern bekannt. Aufgrund weiterer Forschung konnten 1997 weitere 25 Namen nachgetragen werden, weitere 20 im Jahr 2004.
Mitte 2012 war das Mahnmal von Unbekannten beschmiert und mit Kaugummi verdreckt worden. Nach einem Schreiben des Vorsitzenden der Jüdischen Gemeinde Niedersachsen, Michael Fürst, an den damaligen Oberbürgermeister Stephan Weil und einer intensiveren Säuberung des Mahnmals zur Wiederherstellung der Würde des Ortes wurde 2013 eine gesonderte, beidseitig erläuternde Informationstafel aufgestellt: Während einer Veranstaltung des Fachbereichs Bildung und Qualifizierung der Landeshauptstadt, Projekt Erinnerungskultur, enthüllten am 25. Oktober des Jahres Ingrid Wettberg, Vorsitzende der Liberalen Jüdischen Gemeinde, gemeinsam mit Kultur- und Schuldezernentin Marlis Drevermann die Tafel vor zahlreichen Gästen aus Politik, Kultur und Geschichte der Stadt Hannover, darunter die Holocaust-Überlebenden und Zeitzeugen Salomon Finkelstein und Henry Korman. Während der Veranstaltung erinnerten Schüler der St. Ursula-Schule an die Schicksale einzelner Hannoveraner, die Opfer des Holocausts geworden waren.

## Filmdokumentation
- Ein Mahnmal für die ermordeten jüdischen Kinder, Frauen und Männer Hannovers, NDR 1995 (45 Minuten)

## Pressespiegel
- Tobias Morchner: Mahnmal an der Oper / Angst um die Würde des Ortes in der Hannoverschen Allgemeinen Zeitung (HAZ) vom 10. August 2012, zuletzt abgerufen am 27. Oktober 2013
- Tobias Morchner: Gedenkveranstaltung / Streit um Holocaust-Mahnmal eskaliert in der HAZ vom 13. August 2012, zuletzt abgerufen am 27. Oktober 2013